# チョ・ゲヒョン
チョ・ゲヒョン（조계형、Jo Gye-Hyung、1983年3月23日 - ）は、釜山出身の韓国の俳優。
長身と整った顔立ちで、2003年モデルソウル・コレクションで受賞。その後モデルとして活躍し始め、現在は俳優として活躍中。
身長：186cm、血液型：O型。中部大学トータルコーディネーション芸術学科卒業。

## 出演作

### テレビドラマ
- 2003年 MBC　ノンストップ4
- 2004年 MBC　ノンストップ5
- 2005年 SBS　ファッション70’s、SBS マイガール
- 2006年 MBC　愛は誰にも止められない
- 2007年 SBS　魔女ユヒ

## 受賞経歴
- 2003年 モデルソウル・コレクション